# Desaulcya pictipennis
Desaulcya pictipennis är en insektsart som beskrevs av Bolívar, I. 1906. Desaulcya pictipennis ingår i släktet Desaulcya och familjen vårtbitare. Inga underarter finns listade i Catalogue of Life.